# Нхотакота
Нхотако́та (англ. Nkhotakota) — селище, центральний населений пункт та адміністративний центр дистрикту Нхотакота Центрального регіону Малаві.
Населення — 28350 осіб (2018, 24726 у 2008, 19262 у 1998, 12163 у 1987, 10312 у 1977).